# Godoy Cruz (departamento)
Godoy Cruz é um departamento da Argentina, localizado na província de Mendoza.